# Quân xưởng Hải quân Sasebo

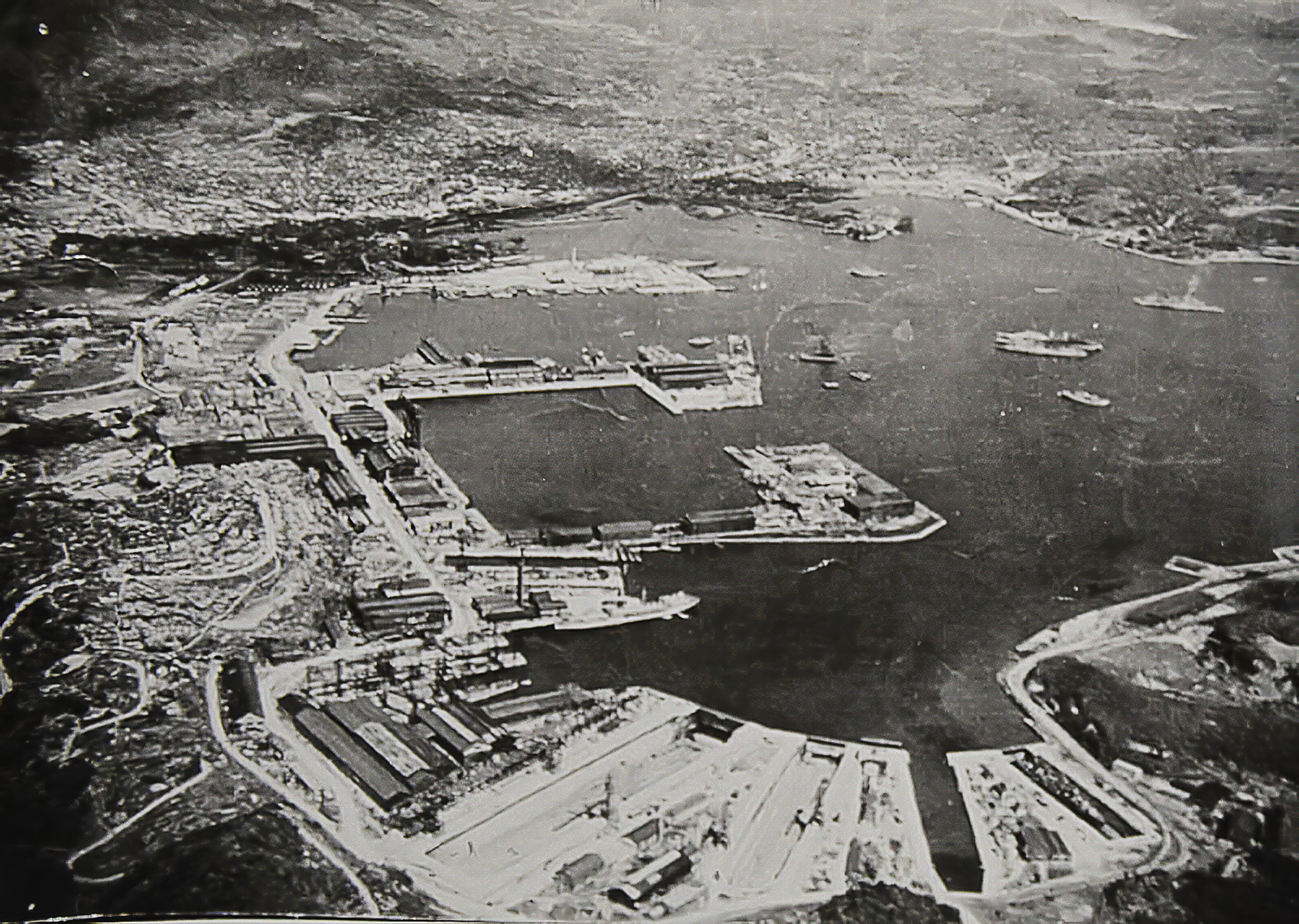
Quân xưởng Hải quân Sasebo (1920-1930)

Quân xưởng Hải quân Sasebo (佐世保海軍工廠 (Sasebo Hải quân Công xưởng) Sasebo kaigun kōshō) là một trong bốn nhà máy đóng tàu hải quân chính thuộc quyền sở hữu và điều hành bởi Hải quân Đế quốc Nhật Bản.

## Lịch sử

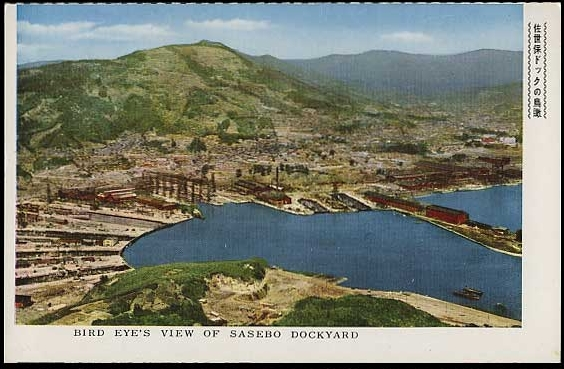
Quân xưởng Sasebo trong bưu thiếp kỷ niệm, những năm 1930

Vùng Hải quân Sasebo được thành lập tại Sasebo, Nagasaki năm 1886, là quận hành chính thứ ba trong số các quận hải quân chịu trách nhiệm bảo vệ các đảo nhà Nhật Bản. Sau khi thành lập căn cứ hải quân, một cơ sở sửa chữa tàu được thành lập vào năm 1889 với một bến tàu khô. Với việc bổ sung trang thiết bị cho việc sản xuất tàu vào năm 1897, "Nhà máy đóng tàu Sasebo" được chính thức thành lập và đổi tên thành "Quân xưởng Hải quân Sasebo" vào năm 1903. Việc xây dựng quân xưởng được giám sát bởi kỹ sư người Pháp Louis-Émile Bertin.
Năm 1913, một cần cẩu 250 tấn được lắp đặt và các cơ sở đóng tàu mở rộng để cho phép xây dựng các tàu chiến lớn. Với việc ngừng hoạt động của Quân xưởng Hải quân Maizuru do những hạn chế của Hiệp ước Hải quân Washington, phần lớn công việc thiết kế và thử nghiệm thiết kế cho các lớp tàu khu trục và tàu phóng lôi mới trước đây được thực hiện tại Maizuru đã được chuyển đến Sasebo. Các cơ sở tại Sasebo cũng được sử dụng để chuyển thể Akagi và Kaga từ thiết giáp tuần dương/thiết giáp hạm sang hàng không mẫu hạm.
Hải quân Đế quốc Nhật Bản sử dụng khoảng 50.000 nhân công tại Quân xưởng Sasebo vào giai đoạn đỉnh điểm của Thế chiến II, xây dựng và cải tạo các tàu khu trục, tàu tuần dương hạng nhẹ, tàu ngầm và các tàu hải quân khác nhau. Quân xưởng hàng không hải quân số 21 (Dai-Nijuichi Kaigun Kōkushō), được thành lập giũa với Sasebo và Omura, đã sản xuất tổng cộng 966 máy bay. Các cơ sở tại Sasebo được sử dụng để sửa chữa các thiết giáp hạm Yamato và Musashi trong cuộc Chiến tranh Thái Bình Dương.
Sau sự đầu hàng của Nhật Bản, ngày 22 tháng 9 năm 1945, Sư đoàn Lính thủy đánh bộ 5 đã đổ bộ vào Sasebo, vào tháng 6 năm 1946, hoạt động hạm đội Hoa Kỳ Sasebo được chính thức thành lập trên một phần của cơ sở Quân xưởng Sasebo cũ. Phần còn lại của các nhà máy đóng tàu được đưa vào tay công ty dân sự với việc thành lập Sasebo Heavy Industries Co., Ltd.. vào năm 1946. Sasebo Heavy Industries là một trong số ít những công ty đóng tàu còn lại của Nhật Bản.

## Các lớp tàu sản xuất ở Quân xưởng Hải quân Sasebo

### Tàu khu trục

#### Thế chiến thứ nhất
- Lớp Kamikaze (1905): Yūgure, Yūdachi, Mikazuki, Nowaki
- Lớp Kaba: Sakaki
- Lớp Momo:  Momo, Yanagi
- Lớp Enoki: Maki, Keyaki

#### Thế chiến thứ hai
- Lớp Kamikaze (1922): Yūnagi
- Lớp Mutsuki: Mutsuki, Mikazuki
- Lớp Fubuki Loại 1(Lớp Fubuki): Shinonome, Uranami
- Lớp Fubuki Loại 2(Lớp Ayanami): Asagiri, Akebono, Oboro
- Lớp Fubuki Loại 3(Lớp Akatsuki): Akatsuki
- Lớp Hatsuharu: Hatsuharu, Wakaba
- Lớp Shiratsuyu: Shiratsuyu, Yūdachi
- Lớp Asashio: Asashio, Natsugumo
- Lớp Kagerō: Yukikaze, Isokaze
- Lớp Akizuki: Harutsuki, Natsuzuki, Michitsuki(chưa hoàn thành), Ōtsuki(chưa hoàn thành)

### Tuần dương hạm
- Lớp Tenryū: Tatsuta
- Lớp Kuma: Kuma, Kitakami
- Lớp Nagara: Nagara, Yura
- Tàu tuần dương thử nghiệm Yūbari
- Lớp Agano: Agano, Yahagi, Sakawa

### Tàu ngầm
- Loại B: I-27, I-32, I-34, I-38, I-39, I-43, I-45
- Loại C: I-18, I-24, I-46, I-47, I-48
- Lớp Sentoku: I-401, I-402
- Loại Kaidai: I-154, I-60, I-63, I-166, I-70, I-174
- Loại Kaichū: Ro-24, Ro-25, Ro-26, Ro-28, Ro-37, Ro-42

### Loại khác
- Lớp tàu sân bay hộ tống Taiyō: Taiyō